# Zauckerode
Zauckerode is een plaats in de Duitse gemeente Freital, deelstaat Saksen.

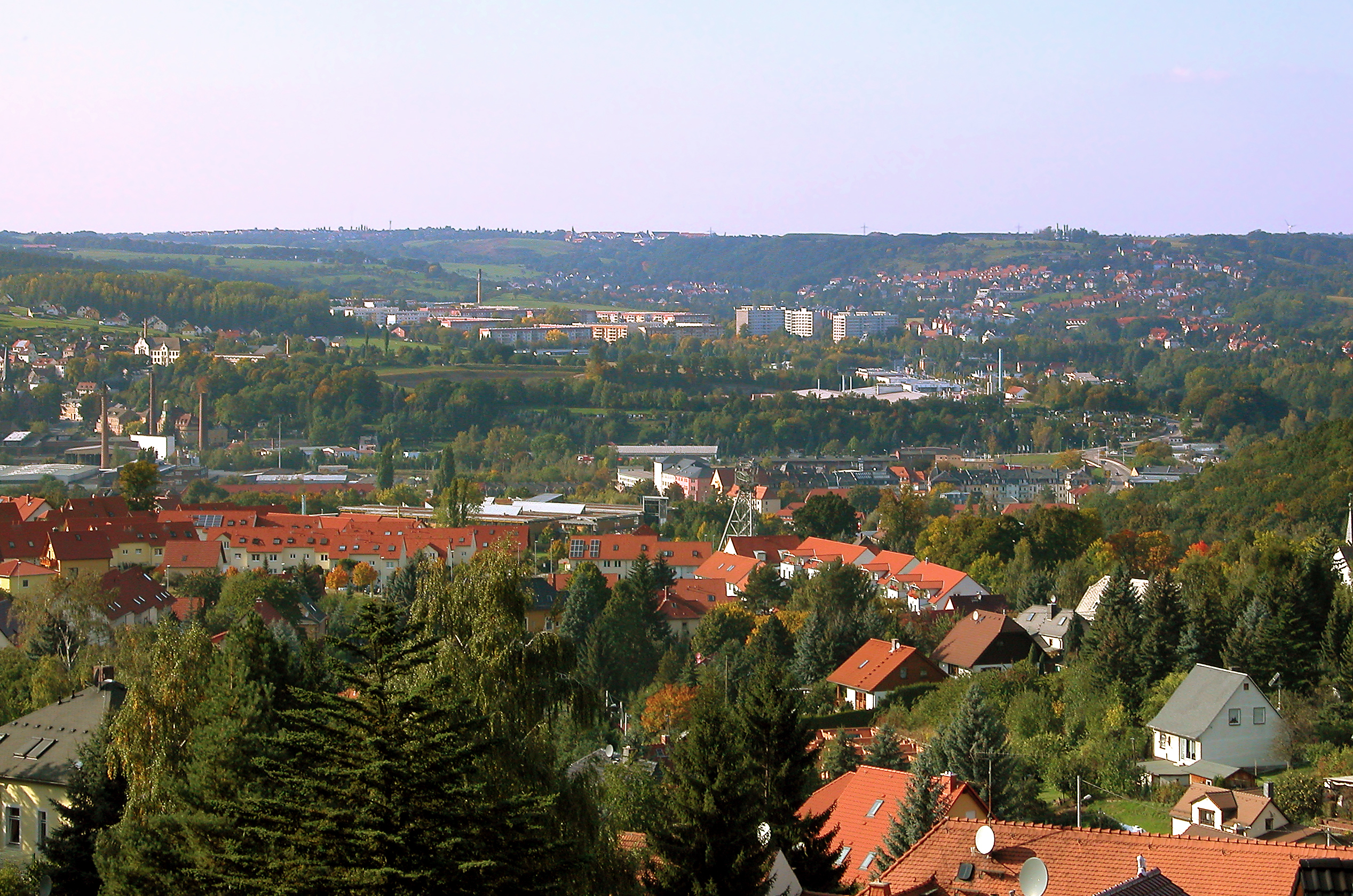
Zicht op Zauckerode

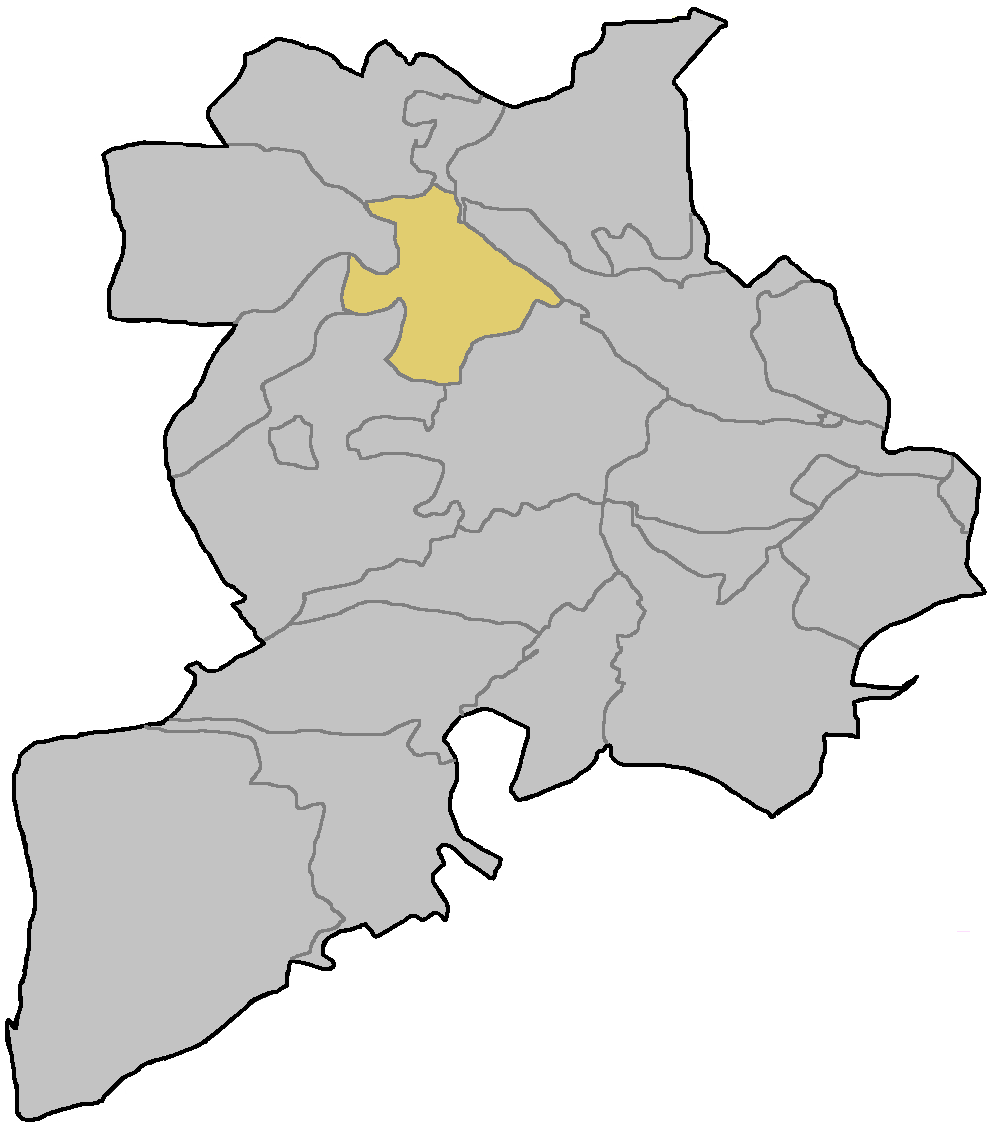
Zauckerode

Het was vroeger een centrum van mijnbouw (winning van steenkool).
Zie verder onder: Freital (stad).